# Río Machángara (Corredor Ecovía)
Río Machángara fue la decimonovena estación del sistema integrado Ecovía inicialmente inaugurada en el año 2007 bajo el nombre  El Censo cuya iconografía era la silueta de dicho molino que en 1906 servía para el procesamiento de grandes cantidades de trigo.
En el año 2012 el andén junto con el resto de paradas asentadas en la avenida Napo fueron reabiertas como parte de la extensión sur del sistema Ecovía, obteniendo el nombre de Río Machángara debido a que se encontraba mucho más cerca que dichas instalaciones y obtuvo el nombre de una estación del trolebús desaparecida en 2003, cuya iconografía era casi idéntica a la del ya mencionado andén que fue reemplazado por la parada Jefferson Pérez, es decir la representación del puente con el río fluyendo, este sitio se volvió muy inseguro debido a la poca afluencia de pasajeros que lelgaba a este andén y a la inauguración de la estación Parque Cumandá que sirve como integradora para los corredores Ecovía y Central Norte, dejando a esta parada en el olvido, actualmente se encuentra cerrada al público y se desconoce su futuro o si se reabrirá, aunque su eliminación representaría el trayecto de separación entre estaciones más largo de todo el sistema de transporte metropolitano de Quito, ya que las unidades pasan directo del Colegio Montúfar hasta la estación Marín El Playón.
El Río Machángara es el afluente que recorre casi toda la ciudad, que lamentablemente está muy contaminado con aguas servidas, aunque hay planes de recuperación de este afluente natural aún registra una fuerte contaminación y despide olores desagradables.
Irónicamente pese a que esta parada ha registrado un índice de pasajeros bastante bajo, es una de las paradas más anchas y largas de todo el sistema de transporte.